# Wilhelm Henryk Hanowerski
William Henry (ur. 25 listopada 1743 w Londynie, zm. 25 sierpnia 1805 tamże) – książę Wielkiej Brytanii i Irlandii, Brunszwiku i Lüneburga (potocznie Hanoweru), od 19 listopada 1764 książę Gloucester i Edynburga oraz hrabia Connaught; Wojskowy, od 1793 marszałek polny
Urodził się jako czwarty syn (piąte spośród dziewięciorga dzieci) księcia Walii Fryderyka Ludwika i jego żony księżnej Augusty Sachsen-Gotha. Był wnukiem króla Wielkiej Brytanii Jerzego II oraz jego małżonki królowej Karoliny.
27 maja 1762 został odznaczony Orderem Podwiązki. Był członkiem Tajnej Rady i Royal Society.
6 września 1766 w Londynie poślubił owdowiałą 8 sierpnia 1763 po śmierci hrabiego Waldegrave Jamesa Waldegrave'a Marię Walpole, zostając jej drugim mężem. Para miała troje dzieci:
- księżniczkę Zofię (1773–1844),
- księżniczkę Karolinę (1774–1775),
- księcia Wilhelma Fryderyka (1776–1834)

Miał również nieślubną córkę ze związku z Lady Almerią Carpenter – Louisę Marię La Coast (1782–1835).